# Bruno Mahlknecht
Bruno Mahlknecht (Bolzano, 31 luglio 1940) è uno storico italiano di lingua tedesca.
Dopo aver conseguito il diploma di magistrale a Merano, insegna in diverse scuole dell'Alto Adige, per poi dedicarsi alla storia locale e alla scrittura dal 1961.
Ha collaborato con il locale quotidiano Dolomiten, con le locali riviste Der Schlern e Tiroler Volkskultur, ed è stato autore di numerosi libri pubblicati dal 1969, tutti in lingua tedesca, il più recente dei quali il Bozen durch die Jahrhunderte, monografia in quattro volumi sulla città di Bolzano pubblicata tra il 2005 e il 2007. Unica sua opera pubblicata in lingua italiana è stata Renon. Il rinomato altopiano al cospetto delle Dolomiti del 2000, versione tradotta dal Ritten. Berühmtes Mittelgebirge im Anblick der Dolomiten del 1998.
Nel 2001/02 ha causato una polemica chiedendo in alcuni articoli, pubblicati sulla stampa locale in lingua tedesca, la ridenominazione di alcune vie e piazze di Bolzano, richiesta rigettata dalla stampa locale in lingua italiana.
Per la televisione ha condotto una trasmissione divulgativa per la Rai Sender Bozen dal 2000 al 2006, dal titolo Unser Land.